# Gregory Goodwin Pincus
Gregory Goodwin Pincus (n. 9 aprilie 1903, Woodbine⁠(d), New Jersey, SUA – d. 22 august 1967, Boston, Massachusetts, SUA) a fost un biolog și cercetător evreu-american care a inventat pilula contraceptivă orală combinată.